# Unknown Known
Unknown Known ist ein Jazzalbum des Joshua Abrams Quartet. Die am 10. Dezember 2010 in den Engine Studios in Chicago entstandenen Aufnahmen erschienen am 4. Februar 2013 auf RogueArt.

## Hintergrund
Der Bassist Joshua Abrams nahm das Album mit David Boykin (Tenorsaxophon, Bassklarinette), Jason Adasiewicz (Vibraphon) und Frank Rosaly (Schlagzeug) auf. Der Vibraphonist Jason Adasiewicz und der Schlagzeuger Frank Rosaly sind regelmäßige Kollegen in dieser Zeit, zuletzt mit Abrams als Begleittrio für das Album Aquarius der Flötistin Nicole Mitchell.

## Titelliste
- Joshua Abrams Quartet: Unknown Known (Rogueart ROG-0045)[1]

1. Unknown Known 7:48
2. Boom Goes the Moon 11:14
3. Settle Down 08:19
4. Look Through It 6:24
5. Leavening 12:14
6. Pool 3:33

Die Kompositionen stammen von Joshua Abrams.

## Rezeption
Natürlich sei das Verfahren der Improvisation in gewisser Hinsicht ein Versuch, neue Dinge zu erschließen, von denen wir glauben, dass wir sie nicht kennen, schrieb John Sharpe (All About Jazz) in Anspielung auf den Albumtitel. Dies sei ein Ansatz, den der Bassist in den sechs Stücken dieses Albums gründlich zum Ausdruck bringe. Dieser würde sich als faszinierender Komponist erweisen, der sowohl bekannte als auch unbekannte Konstrukte verarbeite und oft mehrere neuartige Schachzüge in einem Titel zusammenfasse. Zudem habe er seine Mitspieler sorgfältig aus der fruchtbaren Szene der Windy City ausgewählt; David Boykin, der Tenorsaxophon und Bassklarinette spielt, sei eines der bestgehüteten Geheimnisse der Stadt und bleibe trotz seiner langjährigen Zusammenarbeit mit der Flötistin Nicole Mitchell weitgehend unter dem breiteren Radar der Kritiker verborgen. Seine sehnigen Linien, mit mehr als nur einem Hauch eines jungen Sonny Rollins, würden oft bis in die tieferen Lagen reichen, wo sie einen Kontrast zu den klingenden Schwingungen von Jason Adasiewicz bilden. Der Vibraphonist bilde einen schimmernden Kontrapunkt, mit dem er harmonische Möglichkeiten offenhalte.

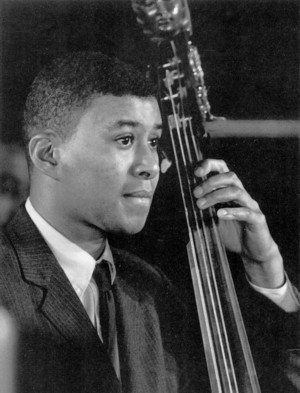
Paul Chambers

Man stelle sich vor, die Session zur LP Bags & Trane (von Milt Jackson und John Coltrane, 1961) wäre von dem Bassisten Paul Chambers geleitet worden und das gespielte Programm ausschließlich seine Kompositionen umfasst hätte, schrieb Ken Waxman in Jazz Word. Das sei eine einfache Möglichkeit, sich die Errungenschaften dieses Album vorzustellen, obwohl die bekannteste Unbekannte bei dieser in Chicago aufgenommenen Session darin bestehe, dass der Bassist/Leader und die Crew ohne Legendennachahmung eine glanzvolle, temporeiche CD geschaffen haben, die komfortabel (post-)modern sei, ohne zu experimentell zu wirken.
Abrams‘ Kompositionen bauen oft auf verankerten, rhythmisch fließenden Basslinien auf, stellte Derek Taylor in Dusted fest. Das Titelstück und „Boom Goes the Moon“ würden seine Kunstfertigkeit mit den Fingern bzw. dem Bogen veranschaulichen, die musikalisches Handlung aus relativ zurückhaltenden Positionen zu steuern. Die Liner Notes würden spirituelle Untertöne und Absichten andeuten, aber die Musik kommuniziere auch ohne diese metaphysischen Untermauerungen. Diese Session spiegle die Musikkultur Chicagos wider, ohne sich dadurch in irgendeiner Weise einschränken zu lassen.
Peter Margasak (Chicago Reader) wählte die Aufnahme für seine Liste der „zehn Lieblingsalben mit Jazz und improvisierter Musik unter der Leitung von Chicagoern“ für 2013 aus.
David R. Adler von The Village Voice nahm das Album in seine Liste der „10 besten Jazz-Alben des Jahres 2013“ auf und beschrieb es als „eine grüblerische, leuchtende Seite, aber auch eine Portion rauen Groove und Swing“ und lobte: „Der Ton stimmt einfach, die Kompositionen klingen frisch, und die Verbindung ist sofort erkennbar“.